# Almendral de la Cañada
Almendral de la Cañada település Spanyolországban, Toledo tartományban. Almendral de la Cañada Buenaventura, La Iglesuela, Navamorcuende, Pedro Bernardo, El Real de San Vicente, Sartajada és Gavilanes községekkel határos. Lakosainak száma 345 fő (2024).

## Népesség
A település lakosságának változását az alábbi diagram mutatja:
| Lakosok száma | 399  | 383  | 385  | 393  | 361  | 336  | 316  | 313  | 322  | 345  |
|               | 2001 | 2004 | 2007 | 2009 | 2012 | 2014 | 2017 | 2019 | 2022 | 2024 |